# Strongylophthalmyia curvinervis
Strongylophthalmyia curvinervis är en tvåvingeart som beskrevs av Frey 1956. Strongylophthalmyia curvinervis ingår i släktet Strongylophthalmyia och familjen långbensflugor.
Artens utbredningsområde är Myanmar. Inga underarter finns listade i Catalogue of Life.